# Нурадин
Нурадин — титул правителя правого (западного) крыла, младшего соправителя бия (правителя), наследника бия в Ногайской Орде.
Название происходит от имени сына Едигея — Нураддина. Пост был введён в 1537 году для управления поволжскими кочевьями. До начала 1560-х годов назначалось одновременно два нурадина: один как глава крыла, другой в качестве военачальника; затем данные функции стал исполнять один мирза. Обычно нурадином становился младший брат или сын правящего бия.

## Этимология
Титул происходит от имени сына Едигея. Само же слово Нураддин арабское (араб. نور الدين‎), состоит из двух слов нур — «свет» и дин — «вера», «религия». В переводе на русский язык означает «свет религии» или «свет веры».